# 张小素
张小素（1950年11月—），河南孟县人，中国政治人物，宁夏回族自治区人大常委会原副主任，第九届全国人大代表。

## 生平
1968年至1970年，在泾源县泾北公社上山下乡。1975年7月加入中国共产党，在宁夏建筑勘测设计院从事宣传工作。1982年至1998年，历任共青团宁夏区委副书记、自治区外办副主任、自治区妇联主席等职。1998年至2003年，任自治区人事劳动厅副厅长、厅长。1998年3月，当选全国人大代表，2001年3月在全国人大四次会议上领衔提出尽快出台《国家公务员法》的议案。
2003年至2013年，任宁夏回族自治区人大常委会副主任。2003年至2008年，兼任自治区总工会主席。